# علی بن محمد ابن الولید
علی بن محمد ابن الولید قُرَشی (۱۱۲۸ – ۲۱ دسامبر ۱۲۱۵) پنجمین داعی مطلق از داعیان مستعلویان یمن و از اصحاب تأویل اسماعیلی بود. او جدِّ داعی الدعاة ادریس عمادالدین است. به والد الجمیع و الأنف لقب داشت. از آثار او کتابی است به نام «دامغ الباطل و حتف المناضل» در هزار و دویست صفحه که در رد بر غزالی و نقد او بر اسماعیلیه در کتاب معروفش «المستظهری» نگاشته شده است. همچنین کتابی دیگر به نام «الذخیره فی الحقیقه» دارد که از جمله آثار اسماعیلیه است. او در زمینه‌های ادب و فلسفه نیز جایگاه قابل توجهی داشت و از شاعران برجسته عصر خود به شمار می‌رفت.

## زندگی
نسب کاملش علی بن محمد بن جعفر بن ابراهیم بن ابی‌سلمه بن ولید ابشمی قرشی است. در سال ۵۲۲ هجری قمری / ۱۱۲۸ میلادی متولد شد. او از خاندان بنی‌ولید قرشی در یمن بود. از سال ۵۸۴ق/ ۱۱۸۸م، به‌عنوان مأذون (نماینده ی رسمی) نزد داعی مطلق طِیبی چهارم، علی بن حاتم حامدی فعالیت می‌کرد، تا اینکه در سال ۶۰۵ق/ ۱۲۰۹م جانشین او شد و به‌عنوان پنجمین داعی مطلق تا زمان وفاتش فعالیت داشت.
او شهر صنعا را به‌عنوان مقر اقامت خود برگزید و روابط دوستانه‌ای با خاندان همدانی برقرار کرد که از حامیان دعوت مستعلوی طِیبی در یمن بودند. ابن الولید آثار متعددی تألیف کرد که برای فهم عقاید اسماعیلیه اهمیت فراوانی دارند. او در سال ۶۱۲ق/ ۱۲۱۵م در شهر صنعا و در سن نود سالگی (به تقویم قمری) درگذشت. پس از درگذشت او، منصب داعی مطلق طِیبیان برای حدود سه قرن در نسل او باقی ماند.

## آثار
- «دفع الباطل» یا «دامغ الباطل»
- «الذخيرة في الحقيقة»
- «مختصر الأصول وزبدة المحصول»
- «الرسالة المفيدة في إيضاح ملغز القصيدة»
- «تاج العقائد ومعدن الفوائد»
- «رسالة ملحقة الأذهان ومنبهة الوسنان»